# نوترکیبی ژنی

نوترکیبی

نوترکیبی ژنتیکی فرآیندی است که طی آن مولکول اسید نوکلئیک شکسته شده و به شکل‌های مختلف به یکدیگر متصل می‌شوند. این عمل در بیشتر مواقع مربوط به دی‌ان‌ای و گاهی در آران‌ای نیز دیده می‌شود. نوترکیبی می‌تواند بین کروموزوم‌های هم‌ساخت باشد که به آن نوترکیبی هم‌ساخت گفته می‌شود و گاهی نیز بین کروموزوم‌های مختلف رخ دهد. نوترکیبی به‌طور معمول روشی برای ترمیم دی‌ان‌ای پروکاریوت‌ها و یوکاریوت‌ها است. در یوکاریوت‌ها در میوز رخ داده و به آن فرایند «کراسینگ اُور» یا چلیپایی شدن می‌گویند. در طی آن جابه‌ایی کروموزوم‌های پدر و مادری رخ می‌دهد و می‌تواند سبب تولید آلل‌های جدید شود. در سیستم ایمنی این فرایند نقش بسیار مهمی را ایفا می‌کند و سبب مقاومت بدن در مقابل بیماری‌زاهای مختلف می‌شود.

## کاربرد نوترکیبی در مهندسی ژنتیک
در مهندسی ژنتیک فرایند نوترکیبی بسیار پرکاربرد است. به وسیلهٔ آن می‌توان ژنوم موجودات مختلف را به موجودی دیگر وارد کرد. به طوریکه یک قطعه ژن هدف را می‌توان حذف یا اضافه کرد. در داروسازی از این روش استفاده کرده و بسیاری از ژنها را دچار تغییر می‌کنند. به این منظور در مهندسی پروتئین‌ها سبب تغییر در پروتئین‌ها می‌شوند.
نوترکیبی غیرهم‌ساخت زمانی صورت می‌گیرد که تبادل قطعات بین توالی‌هایی بدون همولوژی صورت گیرد.
برای نوترکیبی در موجودات مختلف آنزیم‌های مختلف به کار می‌رود. در پروکاریوت‌ها آنزیم RecA در نوترکیبی با شکست دورشته‌ای نقش دارد در مخمرو دیگر یوکاریوت‌ها، دو نوترکیب‌ساز برای شکست‌های دورشته‌ای نیاز است یکی RAD51 که هم در میوز و هم در میتوز نقش دارد؛ و دیگری DMC1 که تنها در میوز این عمل را به انجام می‌رساند.

## تبدیل ژنی
در فرایند تبدیل ژنی که به دنبال تبادل قطعات دی‌ان‌ای انجام می‌شود قطعه‌ای از دی‌ان‌ای تغییر می‌کند؛ بدون آن که جهش به حساب بیاید. این عمل در طی میوز و یاخته‌های جنسی بسیار رخ داده و در یاخته‌های بدنی کمتر دیده می‌شود. در طی آن یک کرومورم رونوشتی از توالی خود را روی دیگری می‌چسباند بدون آن که توالی خودش دچار تغییر شود.